# Harasupia sinistra
Harasupia sinistra är en insektsart som beskrevs av Nielson 1979. Harasupia sinistra ingår i släktet Harasupia och familjen dvärgstritar. Inga underarter finns listade i Catalogue of Life.